# Amsterdam Light Festival

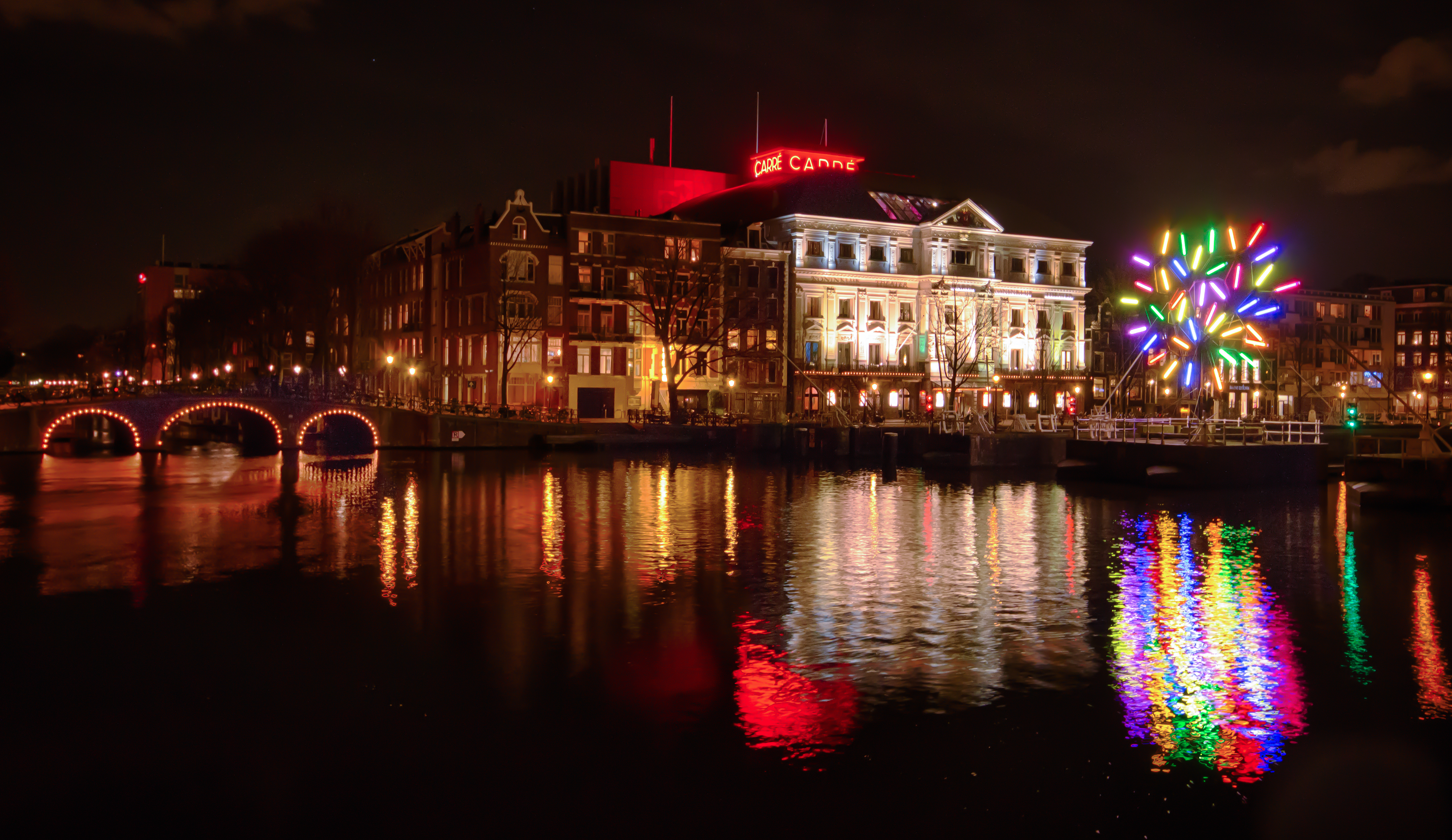
Amsterdam Light Festival 2014

Het Amsterdam Light Festival (ALF) is een sinds 2012 jaarlijks terugkerend lichtfestival in de binnenstad van Amsterdam. Het vindt plaats rond de jaarwisseling, in de maanden december en januari. Gedurende de festivalperiode zijn specifiek voor de gelegenheid ontworpen lichtkunstwerken en -installaties van hedendaagse (internationale) kunstenaars, designers en architecten tentoongesteld in de stad.
Elk jaar heeft het Amsterdam Light Festival een ander thema.

## Ontwikkeling en karakter
Het Amsterdam Light Festival is voortgekomen uit de in 2009 gehouden 'Christmas Canal Parade'. Mensen van het eerste uur waren Vincent Horbach, Henk Jan Buchel, Felix Guttmann, Raymond Borsboom en Rogier van der Heide.
In het jaar erop in 2010 organiseren zij 'Winter Magic Amsterdam' met naast de botenparade meerdere activiteiten. Raymond Borsboom tekende met zijn team voor de uitvoerende organisatie. De internationaal bekende lichtontwerper Rogier van der Heide zet dat jaar de iconische Magere Brug drie weken in bijzonder licht en suggereert om het festival voortaan te concentreren op lichtkunst. Dit leidt tot een nieuwe focus: het Amsterdam Light Festival is geboren…
Een lichtfestival in de openbare ruimte was destijds nog iets nieuws, maar werd al snel populair, mede doordat het evenement kon profiteren van de nieuwe mogelijkheden die led-verlichting biedt. Vergeleken met andere lichtfestivals, zoals GLOW in Eindhoven en Polderlicht in Amsterdam-Oost, kenmerkt het Amsterdam Light Festival zich door de actualiteit en laagdrempeligheid van de lichtobjecten.
Het evenement is een publiek-private samenwerking die is ondergebracht in een stichting die in 2021 een jaarbegroting van 2,5 miljoen euro had. Het bestaat uit twee tentoonstellingen, een waterexpositie en een landexpositie. Alle lichtobjecten worden speciaal voor het Amsterdam Light Festival gemaakt en populaire werken worden nadien ook in andere steden over de hele wereld geplaatst. In 2017 vond de landexpositie plaats op het Marineterrein Amsterdam en participeerde kunstenaar Ai Weiwei door de gehele grachtengordel te voorzien van zijn langste werk ooit ‘thin line’ (6,5 km). 
Van 2 december 2021 t/m 23 januari 2022 vond de tiende editie van het festival plaats, deze keer bestaande uit de twintig populairste lichtobjecten uit de voorgaande edities: zes uitgekozen door omwonenden en veertien die het meest gefotografeerd zijn. Vanwege de geldende coronamaatregelen waren de meeste objecten alleen tussen 07.00 en 09.00 uur 's ochtends en 15.00 en 17.00 uur 's middags verlicht.
De 11e editie van het festival vond plaats van 1 december 2022 t/m 22 januari 2023 en had als thema Imagine Beyond. De 12e editie vond plaats van 30 november 2023 t/m 21 januari 2024 en had als thema LOADING, Revealing Art and Tech. Het thema van de 13e editie is ‘Rituals’ en zal plaatsvinden van 28 november 2024 tot en met 19 januari 2025.

## Bezoekersaantallen
- Editie 2012 - 2013: 375.000
- Editie 2013 - 2014: 570.000
- Editie 2014 - 2015: 730.000
- Editie 2015 - 2016: 840.000
- Editie 2016 - 2017: 900.000
- Editie 2017 - 2018: 900.000

## Galerij

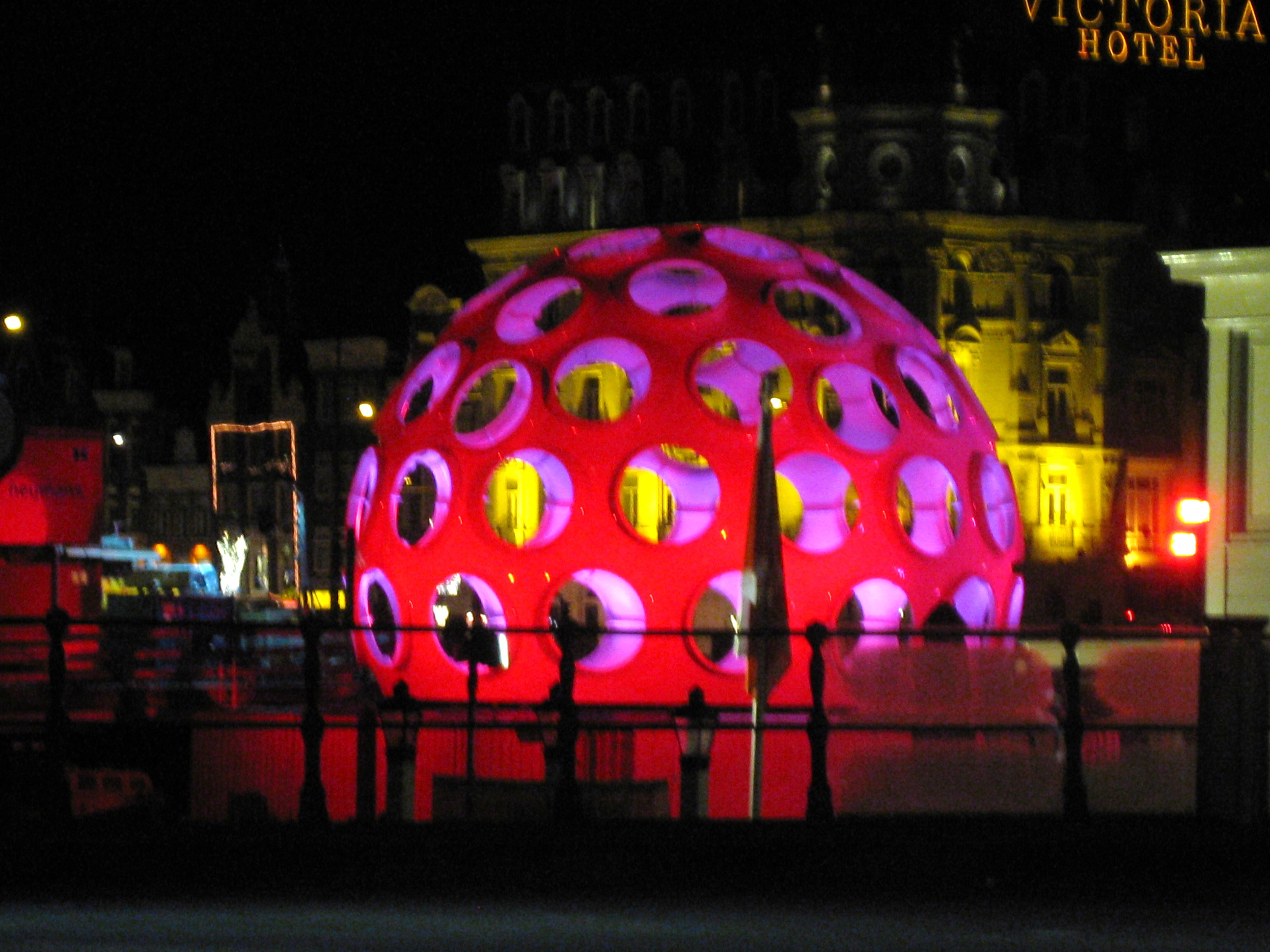
2013: Fly's Eye Dome
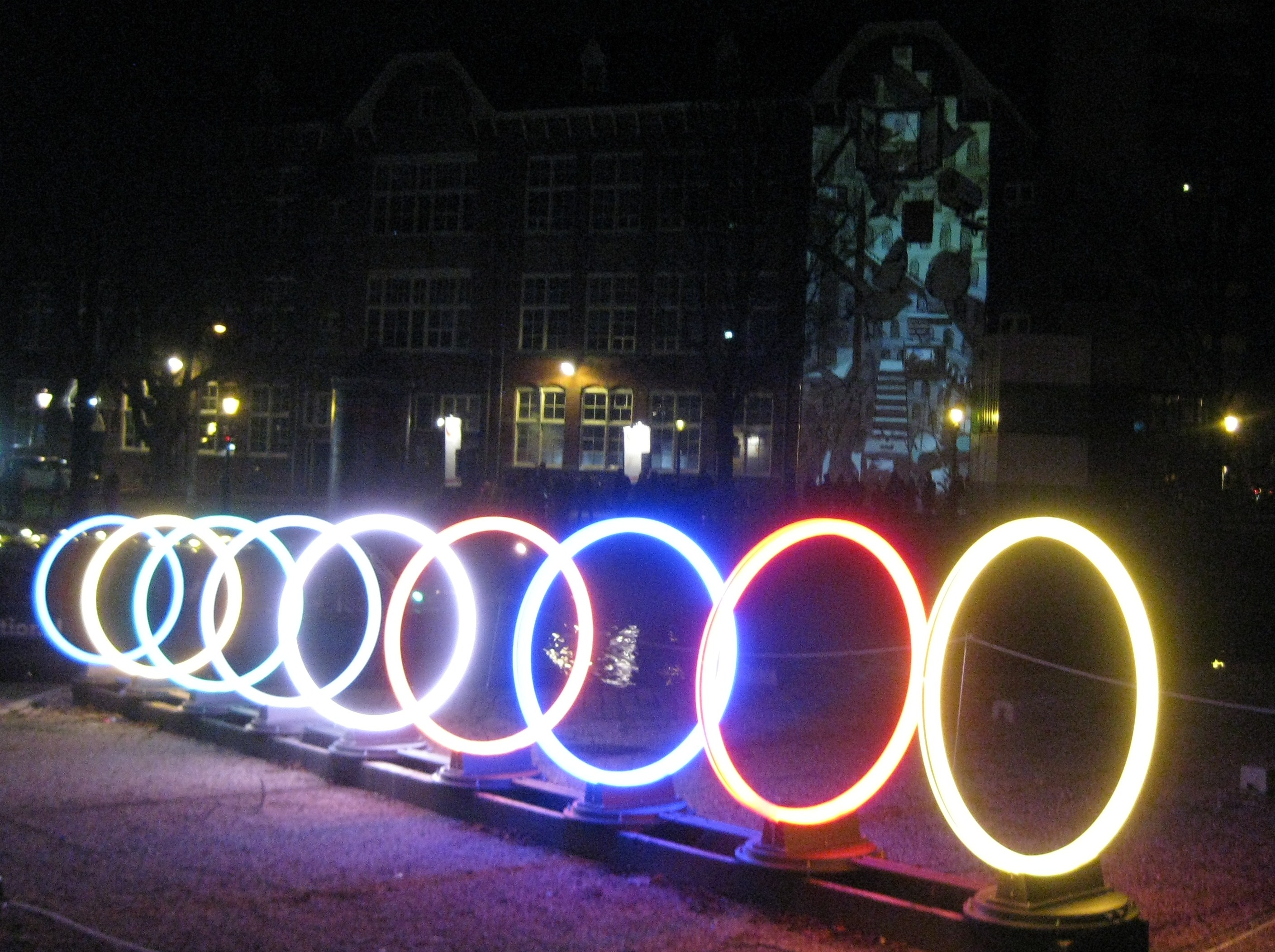
2015: Bands of Friendship
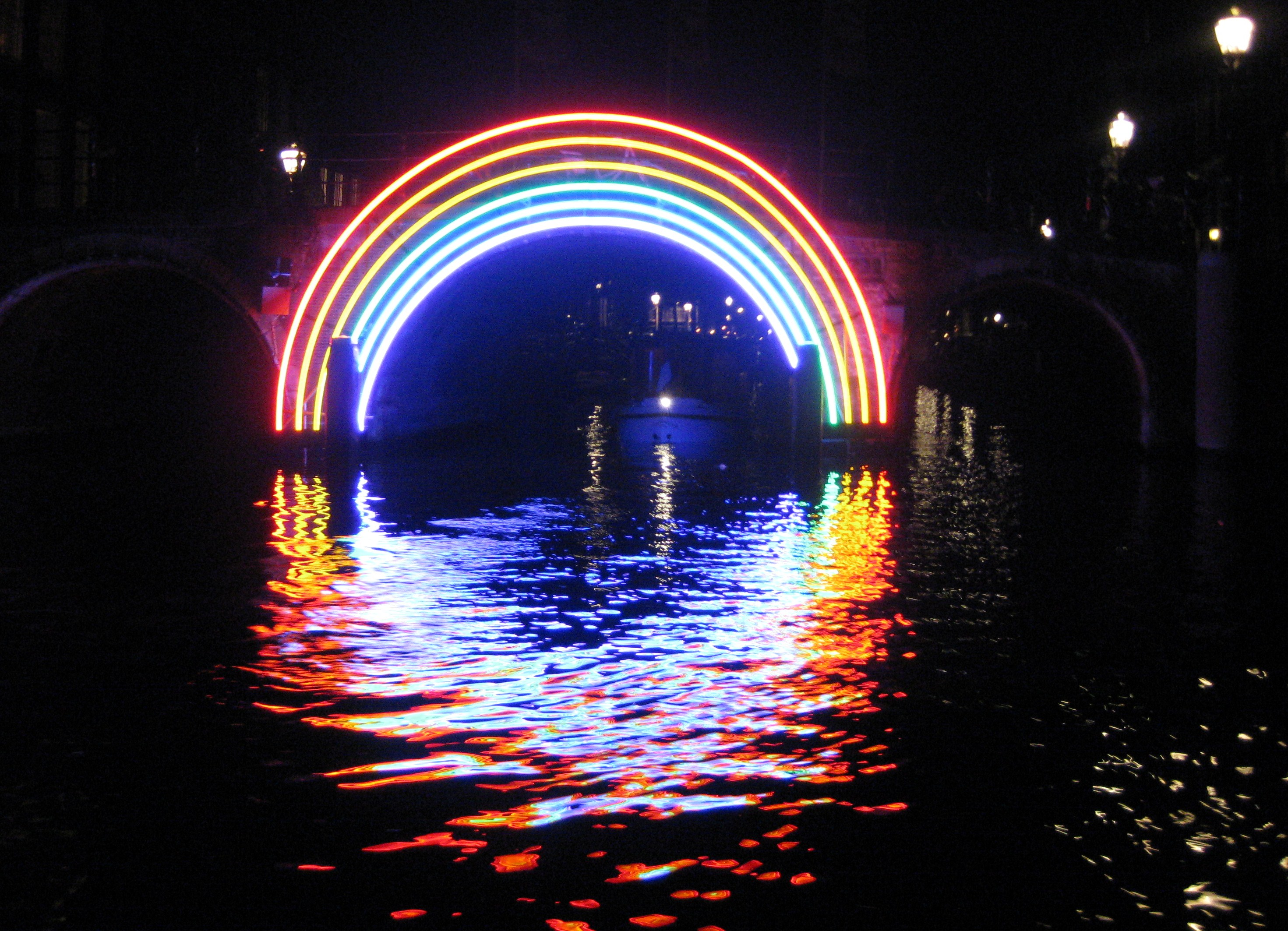
2016: Bridge of the Rainbow
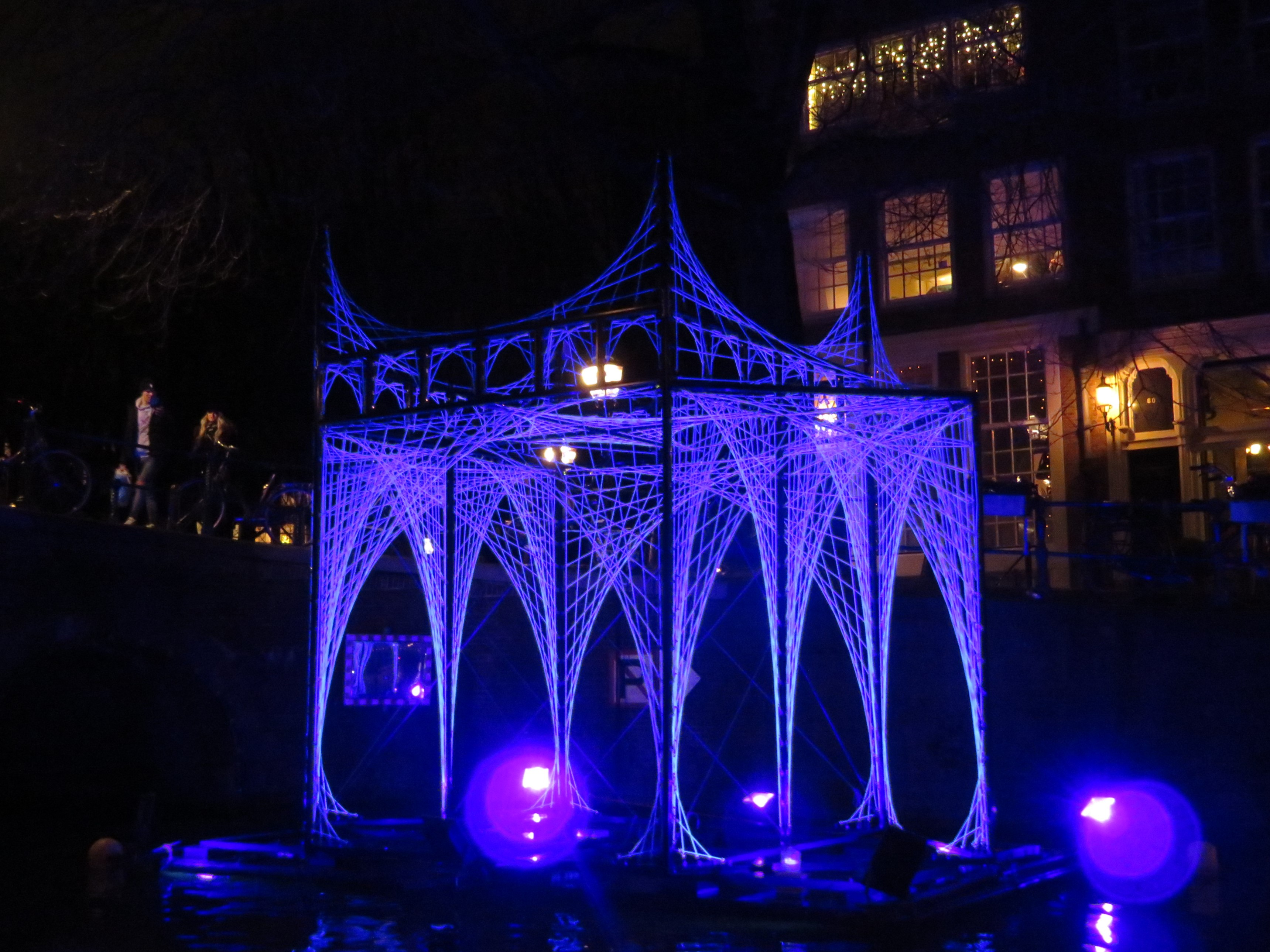
2018: ARCHEStextures:PORTAM CIVITATIS